# Liste des dépendances de l'abbaye de Vézelay
L'abbaye de Vézelay a possédé au maximum, jusqu'à son extinction à la Révolution, une centaine de lieux (prieurés conventuels ou simples et paroisses) en dehors du territoire de Vézelay :

## Liste des dépendances de l'abbaye de Vézelay

### Dotation initiale de 858
- Le village de Vézelay et ses dépendances
- Dornecy
- Villam Cisternas (non localisé)
- Fontenay
- Maulne

Tout ce qui a déjà été acquis dans le pagus d'Avallon, soit :
- sept. 826, terres à Fontenay
- nov. 827, terres à Fontenay
- août 852, deux manses seigneuriales et les dépendances à Dornecy
- oct. 818, villa de Flez[-Cuzy] et église Saint-Symphorien
- v. 852, maison, terres et biens au Tremblay, Fontenay
- v. 852, terres situées à Pouilly, Fontenay]
- août 852, manse seigneuriale à Villiers-sur-Yonne
- fin IXe siècle, deux manses à Vergigny (disparu, entre Asquins et Blannay)
- juin 900, une manse à Longuefaim, territoire de Vergigny
- juin 900, une vigne à Marnay, territoire de Vergigny
- mai 942, Saint-Germain de Fontenay
- mai 942, Saint-Léger
- nov. 973, église Saint-Pierre dans le diocèse d‘Autun
- nov. 973, église Saint-Christophe dans le diocèse d‘Autun

### Dépendances de l'abbaye de Vézelay en 1102
Liste des possessions de l’abbaye d’après la bulle pontificale de Pascal II, du 21 novembre 1102.

#### Diocèse d’Autun
- Église de Saint-Père
- Église Saint-Sulpice et village de Vergigny
- Village de Dornecy et l’église Saint-Pierre
- Église de Saint-Symphorien de Flez
- Église Saint-Sulpice d’Asnières
- Église Saint-Germain-de-Fontenay-près-Vézelay
- Église Saint-Pierre de Blannay
- Église Saint-Georges de L'Isle-sur-Serein
- Église de Saint-Syagrius de Fley, près de Bourbon-Lancy avec toutes ses dépendances
- Village et église de Saint-Léger en Morvan
- Église de Saint-Andeux

#### Diocèse d’Auxerre
- Église Saint-Adrien de Mailly-la-Ville et toutes les chapelles de la paroisse

#### Diocèse de Nevers
- Église de Saint-Pierre de [Ville-]Langy
- Église de Saint-Silvestre de Varennes [c. de Sougy-sur-Loire]
- Église de Saint-Martin de Toury
- Église de Saint-Pierre de Lurcy

#### Diocèse de Mâcon
- Église de Sainte-Marie de Coublanc

#### Diocèse de Clermont
- Église de Saint-Germain de Salles, avec ses dépendances
- Église de Saint-Cyprien, près de Gannat, avec ses dépendances
- Église Saint-Léger de Vendat, avec ses dépendances
- Église de Sainte-Marie-Madeleine de Clermont, avec ses dépendances

#### Archidiocèse de Bourges
- Église Saint-André-de-Taxat-Sénat
- Église de Sainte-Marie-Madeleine de Ruffec
- Église de Saint-Sulpice de Sauzelles

#### Diocèse de Poitiers et territoire de Thouars
- Église de Sainte-Marie-Madeleine, près du château de Mirebeau
- Église de Sainte-Radegonde, de l’autre côté du même château
- Église de Saint-Germain-l’Aguillier, dans le domaine de Thouars
- Église Sainte-Marie des Épesses, dans le domaine de Thouars

#### Diocèse de Saintes
- Église de Sainte-Marie-Madeleine de Ferrières

#### Archidiocèse de Sens
- Église de Villemoutiers
- Église de castri Fliscardi (lieu inconnu)
- Églises de Moret
- Église de Césarville, en Beauce

#### Diocèse de Beauvais
- Églises de Bulles
- Église de Saint-Rémi de Montreuil-sur-Brêche
- Église de la Madeleine de Mello
- Églises de Bornel

#### Diocèse de Noyon
- Église de Sainte-Marie-Madeleine de Ham
- Église Sainte-Marie-Madeleine de Villeselve
- Église d‘Englos, près de Lille